# Chaetopteryx denticulata
Chaetopteryx denticulata là một loài Trichoptera trong họ Limnephilidae. Chúng phân bố ở miền Cổ bắc.